# Schneeberg (Bawaria)
Schneeberg – gmina targowa w Niemczech, w kraju związkowym Bawaria, w rejencji Dolna Frankonia, w regionie Bayerischer Untermain, w powiecie Miltenberg. Leży w Odenwaldzie, około 7 km na południe od Miltenberga, nad rzeką Morre, przy drodze B47 i linii kolejowej Miltenberg – Osterburken.

## Dzielnice
W skład gminy wchodzą trzy dzielnice: 
- Hambrunn
- Schneeberg
- Zittenfelden.

## Demografia
| Rok  | Liczba mieszk. |
| ---- | -------------- |
| 1970 | 1.754          |
| 1987 | 1.822          |
| 2000 | 1.904          |
| 2005 | 1.897          |

## Oświata
(na 1999)

W gminie znajdują się 73 miejsca przedszkolne (z 74 dziećmi).